# Parasericostoma dinocephalum
Parasericostoma dinocephalum är en nattsländeart som beskrevs av Schmid 1957. Parasericostoma dinocephalum ingår i släktet Parasericostoma och familjen krumrörsnattsländor. Inga underarter finns listade i Catalogue of Life.